# Huis De Sleutel
Huis De Sleutel is een pand met trapgevel (Dordtse gevel) in de plaats Dordrecht, in de Nederlandse provincie Zuid-Holland. Het gebouw is een rijksmonument.
Al in 1410 stond op deze locatie aan de Groenmarkt een brouwerij "In den Slotel", later "Bierbrouwerij De Sleutel". Dit huis liep door tot aan de Varkenmarkt, waar zich de eigenlijke bierbrouwerij bevond. In 1550 werd het pand verbouwd. Het pand is jarenlang gebruikt als woonhuis door de eigenaar van de bierbrouwerij. Tussen 1967 en 1972 waren op de begane grond een jongerensoos en de galerie "de Sleutel". Op de verdiepingen waren enkele ateliers voor startende kunstenaars. Tegenwoordig zijn op de bovenverdiepingen appartementen gerealiseerd en op de onderste verdieping een ondernemerssociëteit.